# Juan Tomás Martínez
Juan Tomás Martínez Gutiérrez, nacido el 16 de julio de 1962 en Baracaldo (Vizcaya, España) es un exciclista español, profesional entre los años 1985 y 1995, durante los que consiguió una única victoria.

## Palmarés
1986
- 1 etapa de la Vuelta a los Valles Mineros

## Resultados en Grandes Vueltas y Campeonato del Mundo
| Carrera                      | 1985 | 1986 | 1987 | 1988 | 1989 | 1990 | 1991 | 1992 | 1993 | 1994 | 1995 |
| ---------------------------- | ---- | ---- | ---- | ---- | ---- | ---- | ---- | ---- | ---- | ---- | ---- |
| Giro de Italia               | -    | -    | 37.º | 16.º | -    | -    | 19.º | 15.º | -    | -    | -    |
| Tour de Francia              | -    | -    | -    | -    | -    | -    | -    | -    | -    | -    | -    |
| Vuelta a España              | 16.º | 21.º | 14.º | 25.º | 32.º | -    | 34.º | -    | 42.º | 57.º | -    |
| Campeonato del Mundo en ruta | -    | -    | -    | -    | -    | -    | -    | -    | -    | -    | -    |

## Equipos
- Hueso (1985)
- Zahor (1986-1988)
- Lotus Zahor (1989)
- Lotus (1990-1992)
- Sicasal (1993)
- Euskadi (1994-1995)